# Samoster

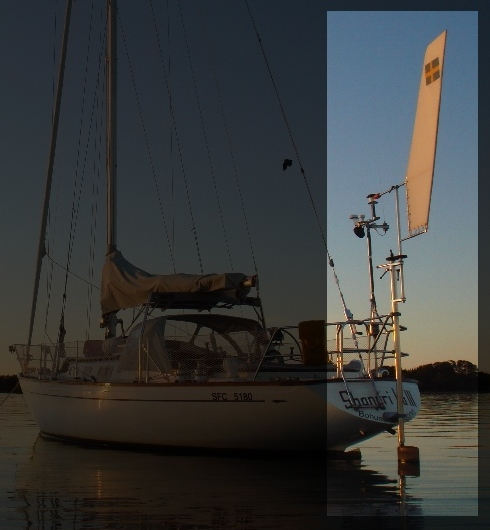
Samoster wiatrowy z odrębną płetwą sterową

Gypsy Moth IV Francisa Chichestera z widoczną na rufie lotką samosteru

Samoster – urządzenie mechaniczne utrzymujące jacht żaglowy (rzadko jacht motorowy) na stałym kursie względem wiatru pozornego. Pierwotnie stosowane było w modelarstwie.
Problem z samosterownością jachtów utrudniał żeglugę samotnym żeglarzom od zarania dziejów. Każdorazowo schodząc ze steru w celu przygotowania posiłku bądź położenia się spać, żeglarz zmuszony był stawiać jacht w dryf, co wiązało się ze stratą przebytej drogi. Problem ten szczególnie dawał się we znaki na kursach pełnych. Na kursach ostrych możliwe było zrównoważenie jachtu i zablokowanie steru na sztywno, co pozwalało na żeglugę stałym kursem. Sposób ten jako pierwszy zastosował Joshua Slocum na jachcie Spray. Technika ta nie sprawdzała się w przypadku długodystansowej żeglugi kursami pełnymi np. w strefie pasatów.
Rozwiązanie tego problemu niesłusznie przypisuje się żeglarzowi o pseudonimie Marin-Marie. W rzeczywistości jako pierwszy układ samosterowny zastosował kapitan Otway Waller w 1930 r. na jachcie Imogen. Planując samotną podróż dookoła świata opracował system składający się z dwóch „bliźniaczych spinakerów”. Ściśle rzecz biorąc stanowiły go dwa foki postawione na obydwu burtach i wystawione na wytykach. Szoty żagli przechodziły przez bloki zamocowane na rufie, a następnie wiązane były do rumpla. System ten mógł pracować jedynie w kursie z wiatrem od strony rufy. Gdy jacht ostrzył fok na burcie nawietrznej napinał mocniej szot, który następnie wychylał ster i kierował jacht z powrotem na kurs. Rozwiązanie to było modyfikowane i usprawniane kolejno przez kapitana Wallera, Marin-Mariego, J.-Y. Le Toumelina i innych. Jako dowód sprawności tej koncepcji może posłużyć relacja Marin-Mariego, który podczas żeglugi na jachcie Winibelle II nie dotykał steru przez 26 dni z rzędu. Jak pisze: „Równie dobrze mogłem, nie wiadomo po co, mieć na pokładzie dwóch „załogantów””. W kolejnych latach rozwoju żeglarstwa zaczęto konstruować coraz bardziej skomplikowane urządzenia zapewniające samosterowność jachtu.

## Samoster wiatrowy
Skutecznym i popularnym rozwiązaniem utrzymującym samosterowność jednostek pływających jest samoster wiatrowy. Składa się on z lotki wychylanej przez wiatr pozorny, system przełożeń, sterociągów i bloków oraz płetwy korygującej kurs. Po odpowiedniej kalibracji urządzenie przenosi wychylenie lotki na płetwę sterową, dzięki czemu jacht trzyma stały kurs. Do zalet tego rozwiązania należy skuteczność oraz brak konieczności zewnętrznego zasilania. Jedną z głównych wad jest częsta awaryjność. Należy zwrócić uwagę, że przy zmianie kierunku wiatru, samoster spowoduje zmianę kursu drogi jednostki nad dnem, tak aby zachowany był stały kurs względem wiatru pozornego. Istnieje wiele realizacji samosteru wiatrowego o różnej skuteczności.

### Samoster wychylający ster główny
W koncepcji tej wychylenie lotki przenoszone jest bezpośrednio na rumpel i ster główny. Wykorzystał to Francis Chichester w 1960 r. na jachcie Gipsy Moth II. Z rozwiązania tego skorzystał również Aleksander Doba w swoim kajaku, którym to samotnie przepłynął Atlantyk. Samoster skonstruował samodzielnie.

### Samoster wychylający trymer
Rozwiązanie adaptowane z lotnictwa. Wychylenie lotki przenoszone jest na ruch trymera, umocowanego przy krawędzi spływu steru głównego. Wykorzystywane na jednostkach ze sterem zawieszonym na pawęży. Koncepcję tę zastosował Bernard Moitessier na swoim jachcie 'Joshua'

### Samoster wychylający ster pomocniczy
W tym przypadku lotka połączona jest z dodatkową płetwą nazywaną piórem nadążnym. Wychylenie pióra przekładane jest na ruch steru głównego. Takie rozwiązanie wykorzystali m.in. Chichester na Gipsy Moth IV (1966 r.), Rose na Lively Lady (1967 r.), Krystyna Chojnowska-Liskiewicz na Mazurku (1975 r.). Ciekawym udoskonaleniem zaproponowanym przez M. Gionaliego w 1962 r. jest wprowadzenie dodatkowej osi umożliwiającej pochylenie lotki w kierunku dziobu bądź rufy, co daje możliwość zmiany momentu obrotowego przenoszonego na płetwę. Wykorzystał to np. Éric Tabarly na jachtach Pen Duick II oraz Pen Duick IV. Modyfikacji tej konstrukcji używał również Krzysztof Baranowski na Polonezie.

## Samoster elektroniczny
Odrębną klasą samosterów są autopiloty. Kontrolują one poprzez układy elektroniczne wskazania kompasu i następnie w pętli sprzężenia zwrotnego wychylają płetwę sterową. Sterowanie dokonywane jest poprzez silniki elektryczne. Z tego powodu wymagają one zewnętrznego zasilania, co jest ich istotną wadą. Nie stanowi to problemu podczas ruchu na silniku, gdy prąd wytwarzany jest przez prądnice.